# OPPO R1C
OPPO R1C 是OPPO于2015年1月发布的一款4G智能手机，属于OPPO R系列。该机型采用钻石流光镜面后壳设计，拥有白色与深蓝色两种颜色款式。在支持的网络制式方面，又分为移动4G、联通4G、电信4G三个版本。